# Educação de adultos

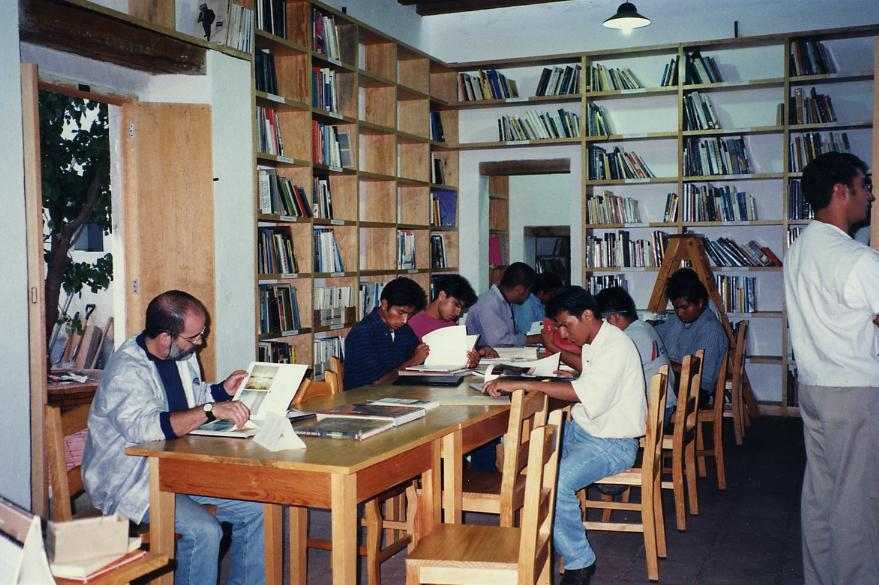
O acesso a bibliotecas é chave na educação para adultos.

A educação para adultos é o tipo de educação orientado para adultos que completaram ou abandonaram a educação formal. É uma prática em que adultos se envolvem em atividades sistemáticas e sustentadas de autoeducação a fim de obter novas formas de conhecimentos, habilidades, atitudes e valores.
Pode significar qualquer forma de aprendizagem de adultos que envolve, além da escolarização tradicional, a alfabetização básica para a realização pessoal. Em particular, a educação de adultos reflete uma filosofia específica sobre aprendizagem e ensino com base no pressuposto de que os adultos podem e querem aprender, que são capazes e dispostos a assumir a responsabilidade por sua aprendizagem e que a própria aprendizagem deve responder às suas necessidades.
Para mais, é importante a criação de ambientes que possibilite reflexões e o reconhecimento das inúmeras circunstâncias que atravessam estes sujeitos e suas subjetividades individual e social para propiciar a aprendizagem e legitimar seus processos criativos.
A educação é um dos direitos assegurados pela Declaração Universal de Direitos Humanos (1948) no artigo XXVI: "Todo ser humano tem direito à instrução. A instrução será gratuita, pelo menos nos graus elementares e fundamentais". Esse direito também está presente na Constituição da República Federativa do Brasil (1988), que assegura em seu Artigo 208, modificado pela Emenda Constitucional n° 59, de 2009 que é dever do Estado garantir "educação básica obrigatória e gratuita dos 4 (quatro) aos 17 (dezessete) anos de idade, assegurada inclusive sua oferta gratuita para todos os que a ela não tiveram acesso na idade própria".

## No Brasil
O pedagogo Paulo Freire desenvolveu importantes estudos sobre a educação que culminaram numa modalidade de ensino específico para o público adulto no Brasil, conhecida como "Educação de Jovens e Adultos (EJA)". Essa política é construída com recursos financeiros próprios para a modalidade, além das especificidades das relações de ensino-aprendizagem, criação de material didático e formação específica e continuada de professores. Contudo, essa política, assim como outras, é marcada por avanços e retrocessos, passando na atualidade por uma desvalorização. 
A EJA é caracterizada por atender pessoas jovens, adultas e idosas que não acessaram ou finalizaram a escolarização da Educação Básica, a BNCC (Base Nacional Comum Curricular) é o documento-base para a estruturação curricular, para evitar o risco de deixar os estudantes da EJA sem possibilidades de se profissionalizar ou cursar o Ensino Superior.

Guerrilheiros iletrados na escola, na Guiné Portuguesa, em 1974.

## No Mundo

### Andragogia
A andragogia foi criada por Malcolm Knowles na década de 1960, quando o autor introduziu o termo como "uma nova etiqueta e nova tecnologia" distinguindo a aprendizagem de adultos da aprendizagem infantil ou pedagogia. Essa teoria tem como base uma série de suposições sobre os alunos adultos, incluindo:
- À medida que uma pessoa amadurece, seu autoconceito passa de uma personalidade dependente para a de um ser humano autodirigido.
- Um adulto acumula um reservatório crescente de experiência, que é um recurso rico para a aprendizagem.
- A prontidão de um adulto para aprender está intimamente relacionada às tarefas de desenvolvimento de seu papel social.
- Há uma mudança na perspectiva de tempo à medida que as pessoas amadurecem - do futuro de aplicação do conhecimento para a imediatez da aplicação.
- Portanto, um adulto está mais centrado em problemas do que centrado em assuntos na aprendizagem.
- Adultos são motivados principalmente por motivação interna, em vez de motivadores externos.
- Adultos precisam saber o motivo de aprender algo.

Estes princípios ou suposições, de fato, nos dizem mais sobre as características dos alunos adultos do que sobre a natureza da aprendizagem em si. Eventualmente, Knowles chegou a acreditar que havia um continuum que ia desde a pedagogia orientada pelo professor até a aprendizagem dirigida pelo aluno (andragogia), e ambas as abordagens são apropriadas para adultos e crianças, dependendo da situação.
Usando essas suposições sobre os alunos adultos, o modelo de planejamento de programa de Knowles atende, por exemplo, à criação de uma sala de aula adequada para adultos tanto fisicamente quanto psicologicamente. Além disso, como os adultos dirigem suas vidas em áreas familiares, de trabalho e cívicas, eles também podem (e muitas vezes querem) dirigir sua própria aprendizagem.

### Aprendizagem Autodirigida
Aprendizagem autodirigida, ou SDL na sigla em inglês, é uma importante teoria da aprendizagem de adultos que surgiu ao mesmo tempo que a andragogia foi introduzida por Malcolm Knowles. A primeira suposição da andragogia, de que à medida que uma pessoa amadurece ela se torna mais independente e autodirigida, na verdade fala sobre a natureza autodirigida dos aprendizes adultos. O impulso para o SDL se tornar uma grande teoria surgiu a partir da pesquisa de Tough  sobre projetos de aprendizagem auto-planejados de aprendizes adultos canadenses. Ele descobriu que 90% de seus participantes haviam se envolvido em uma média de 100 horas de projetos de aprendizagem auto-planejados no ano anterior, e que essa aprendizagem estava profundamente enraizada em suas vidas cotidianas. Mais de 45 anos de pesquisa na América do Norte e na Europa têm comprovado que a maioria dos adultos está envolvida em projetos de aprendizagem autodirigidos, que essa aprendizagem ocorre como parte da vida cotidiana, é realizada de forma sistemática, mas não depende de um instrutor ou uma sala de aula.
A chave para entender o SDL é reconhecer que não significa aprender algo sozinho em uma sala; em vez disso, trata-se de o aprendiz assumir o controle de sua própria aprendizagem. Um aprendiz autodirigido que queira aprender algo poderia decidir, por exemplo, que quer fazer um curso, encontrar um mentor ou participar de um grupo de discussão online. O SDL pode ser encontrado em muitos contextos da vida adulta, incluindo o local de trabalho, a educação profissional contínua, as áreas de saúde e medicina, o ensino superior e em contextos online, onde a pesquisa sugere que os aprendizes online mais bem-sucedidos são também mais autodirigidos . O SDL é frequentemente incorporado a situações instrucionais formais, como no ensino superior ou na educação profissional contínua; ou seja, um componente da instrução poderia ser realizar um projeto de SDL.

### Aprendizagem Transformativa
Das três teorias fundamentais de aprendizagem de adultos, a aprendizagem transformativa é a mais recente e a mais estudada. Em vez de se concentrar nas características do aluno adulto, como faz a andragogia e, em grande parte, a aprendizagem autodirigida, a aprendizagem transformativa concentra-se no processo cognitivo de produção de sentido. Esse tipo de aprendizagem é considerado uma teoria da aprendizagem de adultos porque a aprendizagem transformativa depende das experiências de vida dos adultos e de um nível mais maduro de funcionamento cognitivo do que o encontrado na infância. Jack Mezirow, que estudou as experiências de mulheres que retornaram à faculdade, é considerado o principal arquiteto dessa teoria (1978), embora desde sua contribuição inicial tenham sido propostos muitos quadros, definições e teorias. A aprendizagem na idade adulta muitas vezes significa mais do que simplesmente adicionar informações. Também envolve a produção de sentido em relação à nossa experiência e pode resultar em uma mudança em relação a uma crença, atitude ou perspectiva. Uma transformação de perspectiva é central nesse tipo de aprendizagem.
O processo de aprendizagem transformativa em dez etapas de Mezirow (2000) ainda molda grande parte da pesquisa atual. O processo geralmente é iniciado por meio de uma experiência repentina ou dramática (um "dilema desorientador", na terminologia de Mezirow) em que os adultos são desafiados a examinar suas suposições e crenças que guiaram a produção de sentido no passado, mas que agora não são mais adequadas. A partir de uma análise das crenças atuais, o aprendiz passa a explorar novas maneiras de lidar com o dilema, o que pode levar a uma mudança em uma crença, atitude ou perspectiva inteira. A nova perspectiva é mais inclusiva e acomoda uma gama mais ampla de experiências do que a perspectiva anteriormente mantida. Embora Mezirow tenha se concentrado na transformação pessoal e individual, ele reconheceu prontamente a influência do educador brasileiro Paulo Freire. Freire (1970) escreveu sobre a necessidade de aprendizagem transformativa para abordar a opressão e promover a mudança social.
Atualmente, a aprendizagem transformativa é provavelmente a área mais pesquisada e estudada na teoria da aprendizagem de adultos: "Existem centenas de artigos e capítulos e dezenas de livros, sendo o mais recente o Handbook of Transformative Learning de 600 páginas (2012), uma revista dedicada a esse tipo de aprendizagem (Journal of Transformative Education), e conferências internacionais bienais sobre aprendizagem transformativa" . Para uma discussão recente sobre o desenvolvimento da teoria da aprendizagem transformativa e uma proposta para considerar a aprendizagem transformativa como uma metateoria "incorporando perspectivas diversas em uma compreensão geral dos fenômenos transformacionais".

### Perspectivas Críticas das Ciências Sociais
No cerne de uma perspectiva crítica das ciências sociais está uma mudança de atenção do aluno individual para o contexto social no qual a aprendizagem ocorre. Com base no marxismo, na teoria crítica, na teoria crítica da raça, na teoria queer, na teoria feminista e no multiculturalismo, essa perspectiva levanta questões sobre como raça, classe e gênero afetam as estruturas sociais, quem detém o poder e como os poderosos moldam as sociedades para fortalecê-los. questões de status. status.
Brookfield e Holst  apontam que, de uma perspectiva crítica, existem três problemas com a orientação individual da educação dos meninos, aprendizagem autodirigida e muita aprendizagem transformadora. Primeiro, "o eu não pode permanecer isolado das mudanças sociais, culturais e políticas em que navega". Em segundo lugar, "a autodireção como uma forma de aprendizagem que enfatiza a separação nos leva a equipará-la ao egoísmo, à busca narcisista de fins privados, independentemente das consequências dessa busca para os outros." Terceiro, "uma visão da aprendizagem que considera as pessoas como seres autônomos e volitivos correndo em projetos individuais é também uma que trabalha contra os impulsos coletivos e cooperativos" (p.7).
O autor mais destacado da educação de adultos de uma perspectiva de teoria crítica é Brookfield . Ele propôs uma teoria de aprendizagem de adultos que tem "no seu núcleo uma compreensão de como os adultos aprendem a reconhecer a predominância da ideologia em seus pensamentos e ações cotidianos e nas instituições da sociedade civil"    Existem sete "tarefas de aprendizagem" embutidas em uma teoria crítica de aprendizagem:
- Desafiando a ideologia: essa é a ferramenta básica para ajudar adultos a aprender a penetrar nos dados da realidade cotidiana para revelar a desigualdade e a opressão que se escondem por baixo.
- Contestando a hegemonia: a hegemonia é a ideia de que as pessoas aprendem a aceitar como natural e em seu melhor interesse uma ordem social injusta.
- Desmascarando o poder: parte do processo de se tornar adulto é aprender a reconhecer o jogo de poder em nossas vidas e as formas como ele é usado e abusado.
- Superando a alienação: a remoção da alienação permite a possibilidade de liberdade, para o exercício não manipulado de nossos poderes criativos.
- Aprendendo a libertação: os adultos precisam aprender a se libertar, individual e coletivamente, da ideologia dominante.
- Reivindicando a razão: uma grande preocupação da teoria crítica é reivindicar a razão como algo a ser aplicado em todas as esferas da vida.
- Praticando a democracia: os adultos precisam aprender a conviver com as contradições da democracia, aprendendo a aceitar que a democracia é sempre um ideal parcialmente funcionando.

Embora Brookfield seja o principal teórico em relação a uma perspectiva de teoria crítica sobre a aprendizagem de adultos, uma perspectiva de ciência social crítica é amplamente abraçada por muitos pesquisadores e escritores em educação de adultos e desenvolvimento de recursos humanos hoje. Embora existam inúmeras perspectivas teóricas embutidas em linguagem e conceitos complexos, o tema subjacente a essas perspectivas é que o contexto em que a aprendizagem ocorre é importante e é importante desafiar implacavelmente as desigualdades do contexto de aprendizagem.

### Cognição Situada/Aprendizagem Contextual
Uma outra área de construção de teoria relacionada aos contextos em que ocorre a aprendizagem é chamada de cognição situada ou aprendizagem contextual. A teoria, extraída da psicologia educacional e não da filosofia das ciências sociais, postula que a aprendizagem específica ocorre em função de três fatores no ambiente em que ocorre: as pessoas no ambiente, as ferramentas disponíveis (que podem ser objetos como um quadro-negro , branco, linguagem ou símbolos) e a própria atividade. Talvez o exemplo mais famoso de cognição situacional venha da pesquisa de Jean Lave, considerado o principal arquiteto da teoria. Ela pede aos adultos que julguem qual dos dois produtos no supermercado é o "melhor negócio". Aqueles que foram ao supermercado, conversaram com as pessoas do grupo e realmente manusearam vários itens para comparar tamanhos e formas acertaram 98% das questões de matemática. Aqueles que receberam os mesmos problemas matemáticos em um teste de papel e lápis acertaram apenas 59% . Muitos de nós que visitamos outros países ou lugares desconhecidos em nosso próprio país aprendemos dentro do contexto como negociar o sistema de transporte, fazer compras de supermercado e outros itens e assim por diante. Pedimos ajuda às pessoas que sabem, usamos sinais e símbolos e nos envolvemos na própria atividade. Em outro exemplo, Kim e Merriam  investigaram como idosos coreanos aprenderam a usar computadores. O ambiente físico da sala de aula, as "ferramentas" dos terminais de computador, quadros brancos e as anotações do professor, e as interações culturalmente definidas entre professor e alunos e entre os próprios alunos moldaram a aprendizagem que ocorreu.
Porque um grande componente da compreensão da aprendizagem como uma função do contexto em que ocorre quase sempre envolve outras pessoas, a noção de comunidades de aprendizagem ou comunidades de prática é uma extensão direta dessa perspectiva sobre a aprendizagem. Comunidades de prática são grupos de pessoas que compartilham um interesse comum e que aprendem dentro desse campo de interesse comum. Todos pertencemos a várias comunidades de prática, seja nossa família, nossos colegas de trabalho, uma associação profissional, um grupo de vizinhos ou um site social como o Facebook. Em algumas comunidades, podemos ter bastante conhecimento e, portanto, ser membros "centrais"; em outras, podemos estar mais na periferia. Wenger , que é mais frequentemente associado a comunidades de prática, ressalta que a aprendizagem é central para essas comunidades, quer aconteça por acaso, quer seja projetada nas "infraestruturas sociais" (p. 225). Em sua teoria, uma comunidade de prática se torna uma comunidade de aprendizagem quando a aprendizagem é "não apenas uma questão de curso na história de sua prática, mas no cerne de sua empresa" (pp. 214-215).
Existe um número cada vez maior de literatura sobre comunidades de prática e comunidades de aprendizagem, incluindo uma revista, a Learning Communities Journal. Embora as comunidades de prática sejam implementadas principalmente em ambientes organizacionais e as comunidades de aprendizagem em ambientes educacionais, online e organizações comunitárias, os termos estão sendo usados de forma um tanto intercambiável. A terminologia precisa é menos importante do que entender que a ênfase tanto na aprendizagem contextualizada ou situada quanto nas perspectivas críticas das ciências sociais é que o contexto da aprendizagem adulta é tão importante quanto a identificação das características dos aprendizes adultos e dos processos cognitivos envolvidos na aprendizagem.